# سليمان باشا الأشقر
سليمان باشا الأشقر (بالتركية: Sarı Süleyman Paşa)‏ كان الصدر الأعظم للدولة العثمانية في الفترة ما بين 18 نوفمبر 1685 حتى 18 سبتمبر 1687. تُوفي في 1687 بمدينة القسطنطينية.